# Rijssen-Holten
Rijssen-Holten (en bajo sajón Riesn-Hooltn) es un municipio de la provincia de Overijssel, en los Países Bajos. Cuenta con una superficie de 94,38 km ², de los que 0,25 km ² corresponden a la superficie ocupada por el agua. El 1 de enero de 2014 el municipio tenía una población de 37.661 habitantes, lo que supone una densidad de 400 h/km². 
El municipio se formó en 2001 por la fusión de los antiguos municipios de Rijssen, situado en la región de Twente y Holten, en Salland. Inicialmente se denominó Rijssen, al aportar este municipio mayor población, pero en marzo de 2003 adoptó su nombre actual. Los dos núcleos mayores son Rijssen, con 28.631 habitantes en enero de 2014, y Holten, con 8.942 censados. Además cuenta con otros ocho núcleos de población oficiales, en su mayoría  procedentes del antiguo Holten, todos ellos por debajo de los 500 habitantes. El gobierno municipal se encuentra en Rijssen.
El sur del Parque nacional Sallandse Heuvelrug queda comprendido dentro del municipio y en él se encuentra la última reserva del urogallo en los Países Bajos. En Holterberg, zona de monte al sur del parque, se encuentra el cementerio de los soldados canadienses muertos durante la Segunda Guerra Mundial en la liberación de los Países Bajos.
Rijssen y Holten se encuentran en la autopista A1 y ambas poblaciones tienen estación de tren en la línea Apeldoorn — Enschede.

## Galería de imágenes

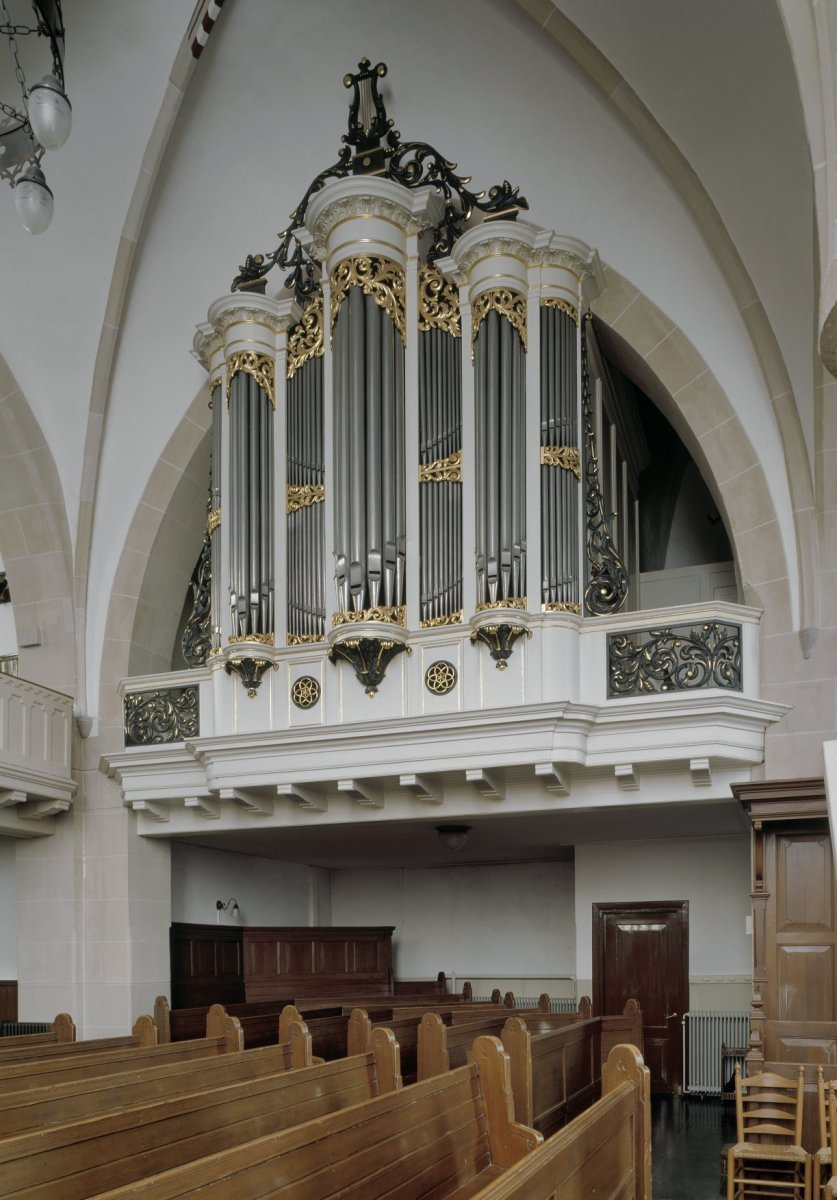
Interior de la Schildkerk o Iglesia grande de Rijssen
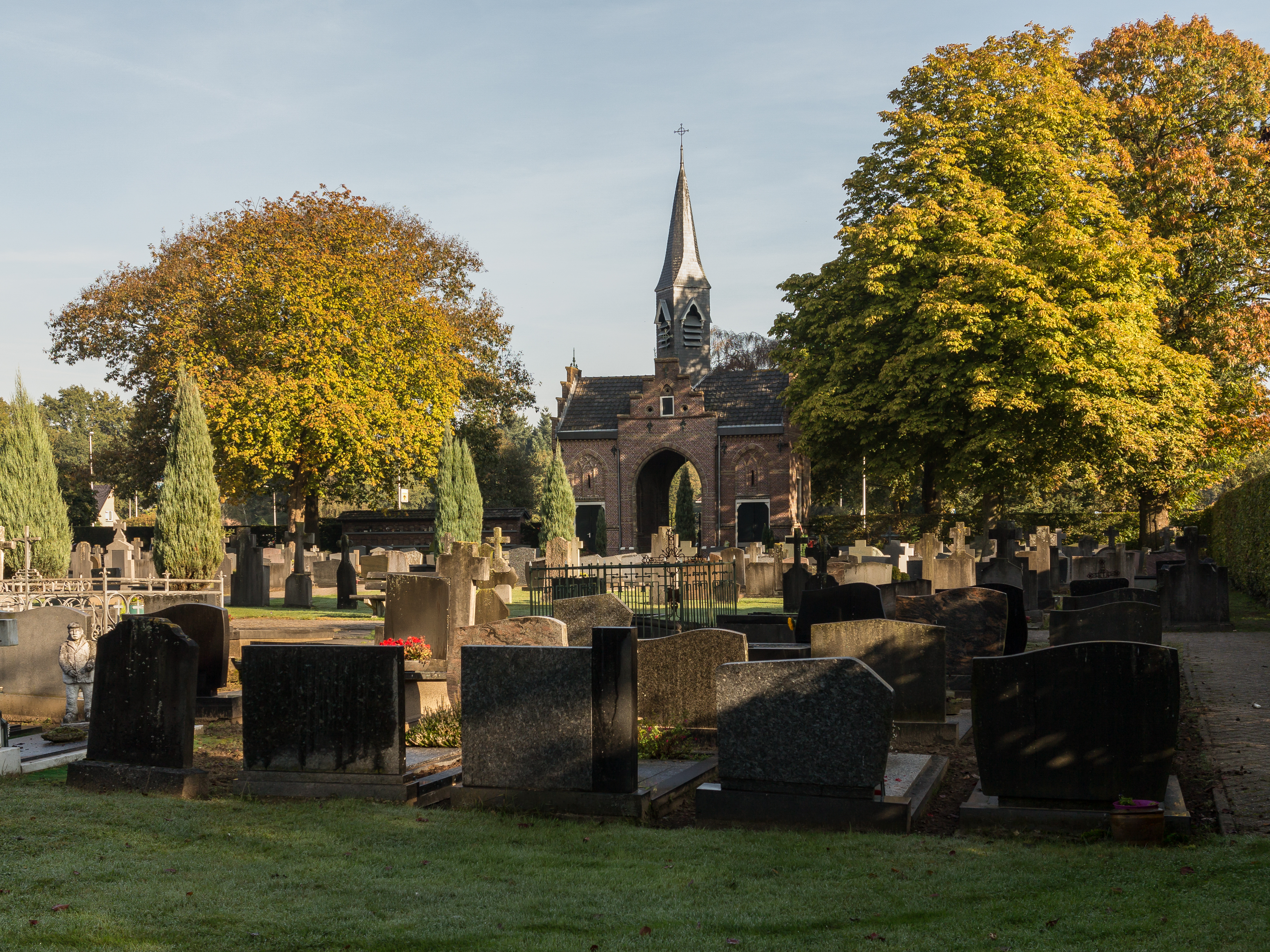
Puerta del cementerio en Rijssen
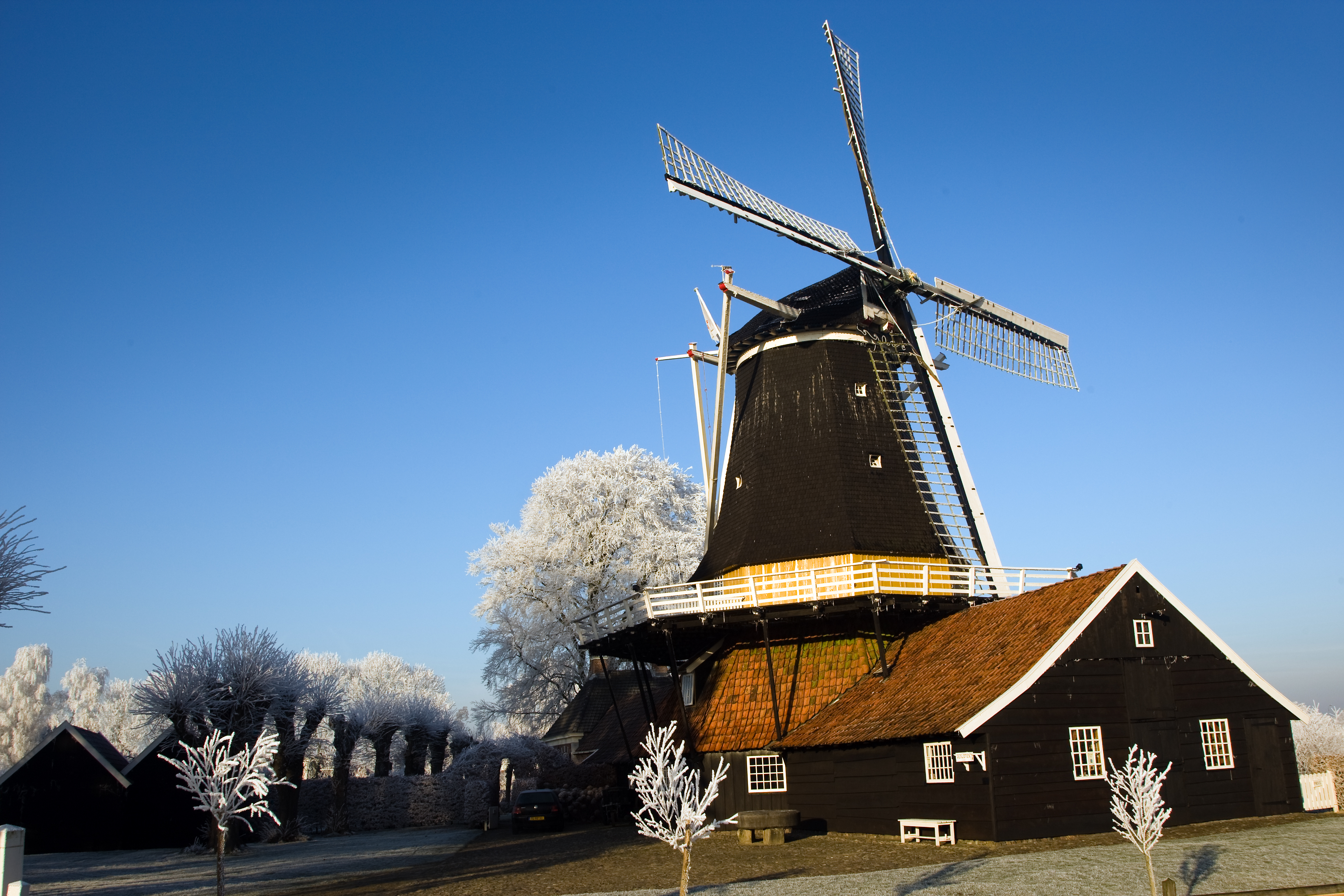
Molino Ter Horst en Rijssen, 1752
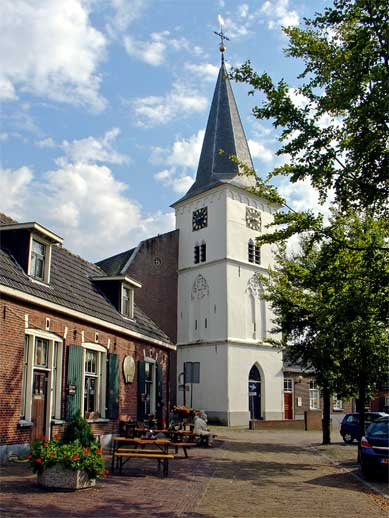
Iglesia de Holten
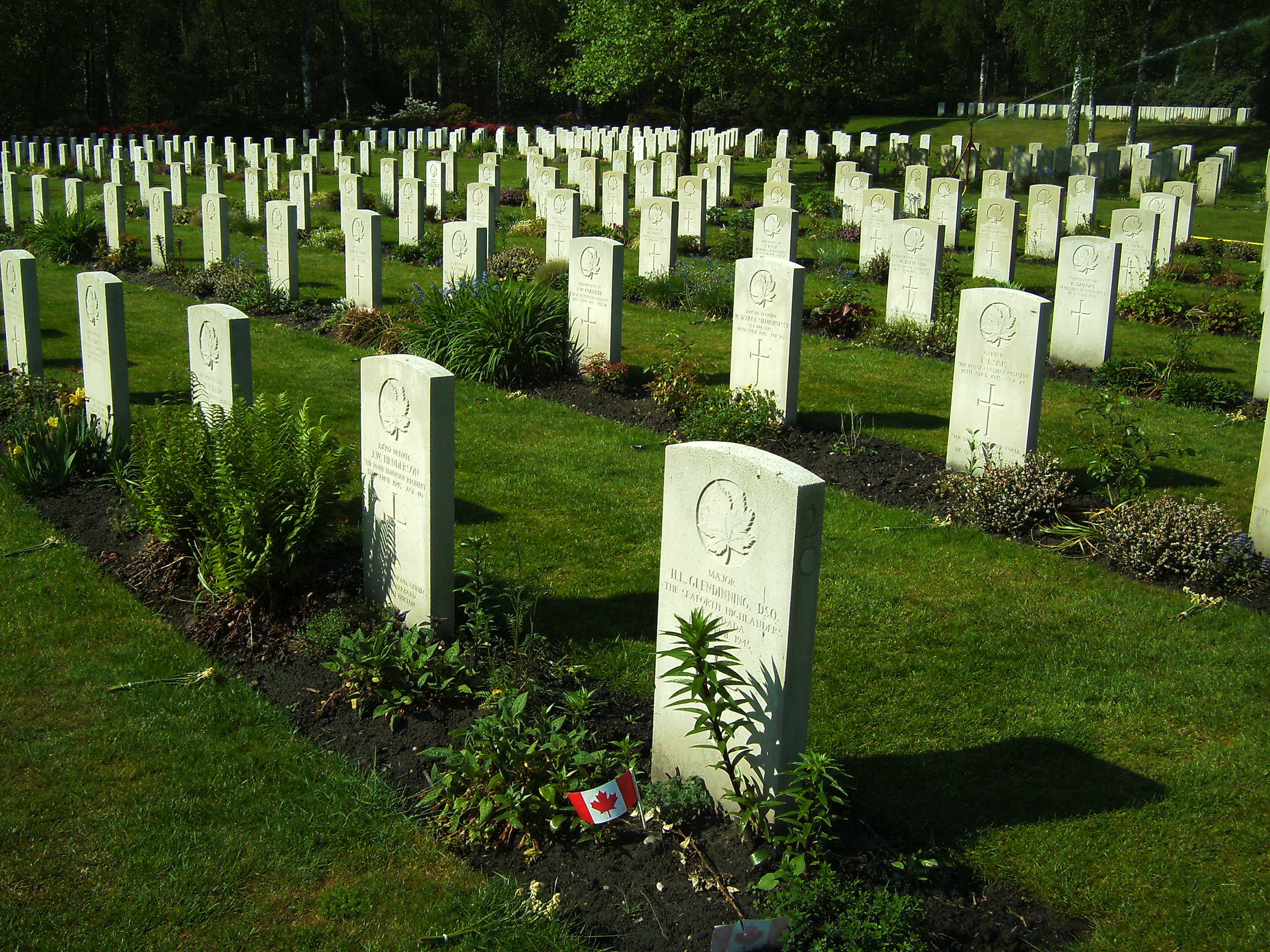
Cementerio canadiense en Holterberg